# Койта, Джеги
Джеги Койта (фр. Djegui Koita; 5 декабря 1999) — малийский футболист, защитник клуба «Генгам».

## Карьера

### Клубная карьера
Джеги является воспитанником футбольной академии «Генгама».
17 февраля 2018 года Койта дебютировал за вторую команду бретонского клуба, выступавшую в Национальном дивизионе 3. 6 октября того же года защитник отметился первым забитым мячом в профессиональной карьере.
1 марта 2014 года состоялся дебют малийца в Лиге 1 в матче с «Каном».